# Elek Schwartz
Alexandru Schwartz, conhecido por Elek Schwartz (23 de outubro de 1908 - 2 de outubro de 2000), foi um futebolista e treinador romeno-francês, judeu nascido em Banat. Com o SL Benfica, seu clube de maior sucesso, ele ganhou em 1964–65 o troféu do Campeonato e liderou o clube a final da Taça dos Campeões Europeus.

## Carreira como Jogador

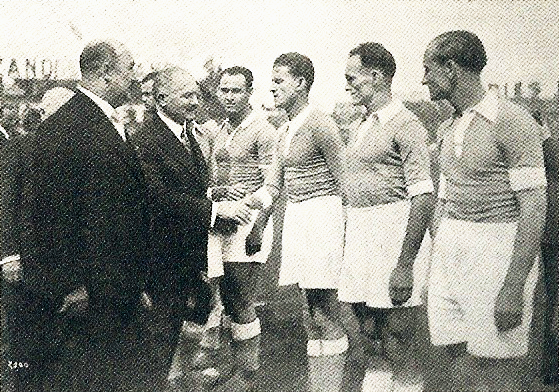
Schwartz foi finalista da Coupe de France com o RC Strasbourg em 1937

Elek Schwartz inicialmente começou a jogar perto de sua cidade natal, Recaş (na época, chamada Temerekas), em Timişoara.
Mais tarde, ele jogou futebol profissional na Ligue 1 francesa no FC Hyères (1932-1934), AS Cannes (1934-36), Racing Strasbourg (1936-38) e Red Star Paris (1938-39). 

## Carreira como Treinador

### Começando como treinador na França
Ele começou sua carreira de treinador na França com o AS Cannes (1948-49) e, a partir daí, continuou no AS Monaco (1950-1952) e Le Havre (1952-53). 

### Primeiros anos na Alemanha
Em 1953, Schwartz foi contratado pelo SF Hamborn 07. Em sua segunda temporada com o clube do subúrbio de Duisburg, ele liderou o clube para a promoção para a divisão ocidental das cinco formas de dividir a primeira divisão da Alemanha, a "Oberliga Oeste".
Em 1955, ele foi contratado como treinador dos atuais campeões alemães, Rot-Weiss Essen. Nos dois anos que ele liderou a equipe, terminaram a Oberliga West em 4 e 8 lugar.

### Técnico da seleção holandesa

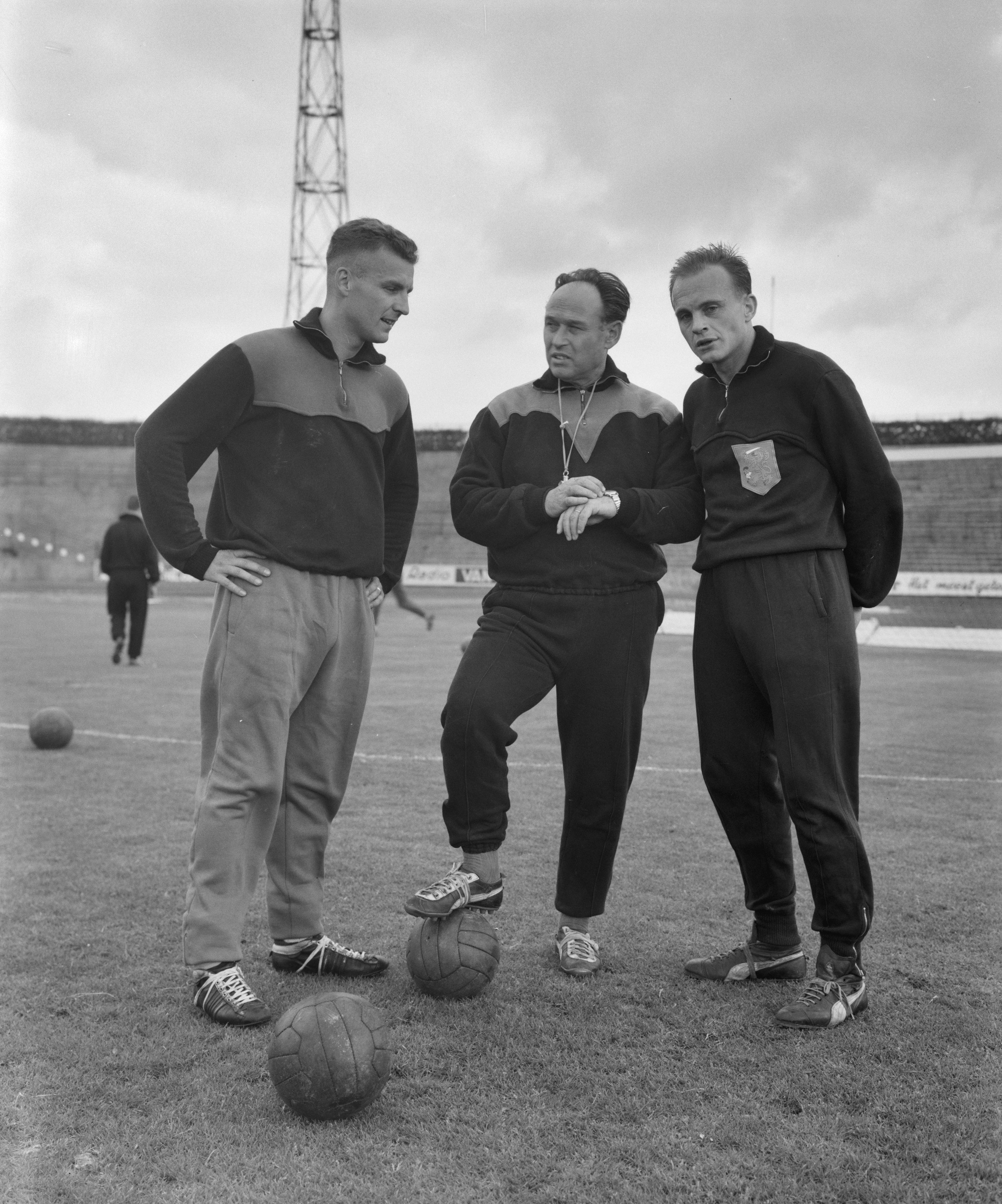
Schwartz (no meio) como técnico da Holanda em 1961

Depois de deixar o Rot-Weiss Essen, Schwartz juntou-se à associação holandesa de futebol, a KNVB e assumiu as rédeas do time de futebol holandês. Ele dirigiu a equipe em 49 partidas.
No entanto, isso ocorreu em uma época em que o futebol holandês ainda não conseguia alcançar a posição que ocupou desde a década de 1970. Os resultados variaram extremamente e incluíram derrota de 7 a 0 contra a Alemanha em 1959, bem como vitórias por 1-0 sobre a França e sobre campeão mundial Brasil em 1963. 
Ele ocupou o cargo de treinador nacional até 1964, quando Denis Neville o substituiu.

### Final da Liga dos Campeões com o Benfica
Em 1964-65, treinou o clube português Benfica. Schwartz levou Eusébio e companhia ao seu primeiro tricampeonato consecutivo da liga.
Depois disso, o Benfica superou o Real Madrid nas quartas de final da Liga dos Campeões e, eventualmente, chegou até à final, onde o Benfica perdeu para o mestre do Catenaccio, Helenio Herrera, e sua equipe da Inter de Milão, que ganhou o jogo por 1-0.

### Na Bundesliga com Eintracht Frankfurt e volta a Portugal
De julho de 1965 a junho de 1968, Schwartz treinou o Eintracht Frankfurt na Bundesliga.
Lá, ele apresentou o sistema 4-2-4. No entanto, o 4 lugar foi mais alto lugar que ele conseguiu no campeonato. 
Durante a temporada 1966-67 ele ganhou a Copa Internacional de Futebol e a Coppa delle Alpi. No mesmo ano, ele liderou o Frankfurt as semifinais da Liga Europa.
Em 1969-70, ele treinou o FC Porto. Mas os Dragões saíram na primeira rodada da Copa Nacional e na segunda rodada da Liga Europa. No final da temporada, o Porto foi apenas o 9º da liga, a pior colocação do clube.

### Fim da carreira em Munique e Strasbourg
Na temporada 1972-73, Schwartz treinou o Munique 1860, mas não conseguiu ajudá-los a cumprir suas aspirações de retornar à Bundesliga depois de três anos de ausência.
Ele teve mais sorte em 1976-77, quando, no decorrer de seu último compromisso profissional, liderou o Racing Strasbourg para a promoção a Ligue 1 francesa. 
Depois disso, ele guiou o SR Haguenau, atual FCSR Haguenau, durante a temporada 1978-79.
Ele decidiu que Haguenau era um bom lugar para ele passar o resto de sua vida.

### Tributo
Em 1996, ele foi convidado pela Royal Dutch Football Association para a inauguração da Amsterdam Arena.